# Tác nhân điều biến dịch tiết
Tác nhân điều biến dịch tiết là một nhóm thuốc hỗ trợ thanh thải chất nhầy từ đường hô hấp trên và dưới, bao gồm phổi, phế quản và khí quản. Thuốc điều biến dịch tiết bao gồm thuốc long đàm, tiêu nhầy, động nhầy và điều hòa nhầy. Những loại thuốc này được sử dụng trong điều trị các bệnh về đường hô hấp phức tạp do quá nhiều chất nhầy. Các loại thuốc có thể được phân loại thêm theo cơ chế hoạt động của chúng.

## Cơ chế hoạt động
- Thuốc long đàm - gây ho [2]
- Thuốc tiêu nhầy - mỏng chất nhầy.[2]
- Thuốc động nhầy - cho phép vận chuyển ho dễ dàng hơn [2]
- Thuốc điều hòa nhầy - ức chế các cơ chế cơ bản của quá trình tiết chất nhầy [2]

Nói chung, khả năng thanh thải bị cản trở bởi sự liên kết với các bề mặt (độ dính) và bởi độ nhớt của dịch tiết chất nhầy trong phổi. Đổi lại, độ nhớt phụ thuộc vào nồng độ mucoprotein trong dịch tiết.
Thuốc long đàm và tác nhân điều biến dịch tiết là các loại thuốc khác nhau, nhưng cả hai đều nhằm mục đích thúc đẩy thoát chất nhầy từ phổi.
Một thuốc long đàm (từ expectorare Latin, để trục xuất hoặc trục xuất) hoạt động bằng cách ra hiệu cho cơ thể tăng lượng hoặc hydrat hóa dịch tiết, dẫn đến dịch tiết rõ ràng hơn và như một sản phẩm phụ bôi trơn đường hô hấp bị kích thích.
Một thuốc long đàm, guaifenesin, thường có sẵn trong nhiều xi-rô ho và cả dưới dạng viên nén giải phóng dài. Thông thường thuật ngữ "expectorant" được mở rộng không chính xác cho bất kỳ loại thuốc ho nào, vì nó là một thành phần phổ quát. Chất nhầy có thể hòa tan chất nhầy dày và thường được sử dụng để giúp giảm bớt các khó khăn về hô hấp. Họ làm điều này bằng cách phá vỡ các liên kết hóa học giữa các phân tử trong chất nhầy. Điều này đến lượt nó có thể làm giảm độ nhớt bằng cách thay đổi các thành phần chứa chất nhầy.
Ngoài ra, tấn công các mối quan hệ giữa chất tiết và bề mặt sinh học là một con đường khác, được sử dụng bởi abhesives và hoạt động bề mặt.
Bất kỳ tác dụng nào trong số này cũng có thể cải thiện sự thông thoáng đường thở trong khi ho. [cần dẫn nguồn]

## Thuốc điều biến dịch tiết
Nhiều loại thuốc điều biến dịch tiết có sẵn, bao gồm natri citrat hoặc kali citrat, kali iodide, guaifenesin, tolu balsam, vasaka, và amoni chloride.
Thuốc tiêu nhầy có sẵn bao gồm acetylcystein, ambroxol, bromhexine, carbocisteine, erdosteine, mecysteine, và dornase alfa.